# Educação como Prática da Liberdade

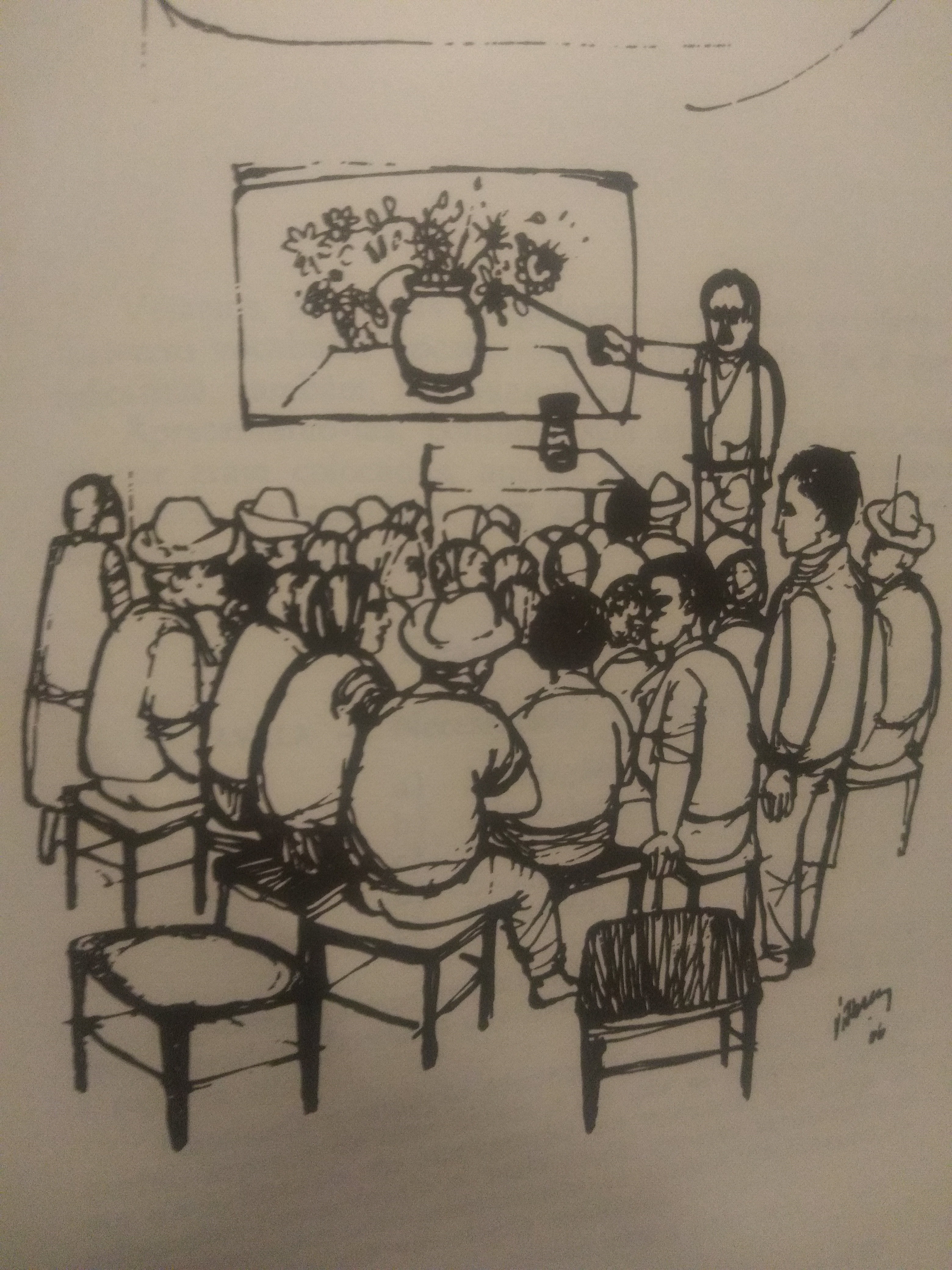
Gravura extraída do apêndice ao final do livro. Nele, é apresentada aos educandos uma situação existencial, que auxilia na aquisição de um conteúdo, como o conceito antropológico de cultura

Educação Como Prática da Liberdade é o primeiro livro do educador brasileiro Paulo Freire, escrito depois da queda de João Goulart e concluído durante o exílio do autor no Chile. É considerado pelo próprio autor como um predecessor do seu magnum opus, Pedagogia do Oprimido.
O autor classifica a sociedade brasileira de sua época como "em trânsito". Em trânsito entre o passado de mutismo, opressão e silenciamento das massas; e a emersão das consciências para a participação do povo nos destinos do país e de si próprios. Essa fase de transição, afirma o autor, exigia uma educação que lhe fosse adequada. Tal educação haveria de ser, portanto, uma educação para a prática da liberdade.
O primeiro capítulo é sobre a fase de transição da sociedade brasileira. O segundo explica com mais detalhes como era a sociedade antes dessa ruptura; isto é, descreve a sociedade fechada, alienada de si. O terceiro capítulo apresenta o tipo de educação que a nova sociedade exigia (no pretérito, pois o golpe de 1964 frustrou os planos). Por fim, no último capítulo, é apresentado o método pedagógico conhecido hoje como método Paulo Freire. Um apêndice ao final fornece exemplos das imagens usadas nos círculos de cultura, nos quais era aplicado o método.

## A sociedade brasileira em transição
No Primeiro capítulo do livro, “A Sociedade Brasileira em Transição”, Paulo Freire fundamenta sua concepção de que os humanos são, em sua essência, seres relacionais e devem se reconhecer como tal para que possam alcançar a liberdade. Freire afirma que as relações humanas são constituídas por uma pluralidade e criticidade constituinte, de forma que nenhum desafio humano pode ser reduzido e padronizado em apenas um tipo de resposta correta. Nesse sentido, o humano sempre está com o mundo, e nunca apenas no mundo, de forma que há sempre uma abertura do humano em relação à realidade. Para Freire, a captação que o humano faz dos dados objetivos de sua realidade é naturalmente crítica, por conta de sua capacidade natural de dialogar com os outros, compreender seu tempo histórico, pensar sobre si e transformar sua realidade.
A partir disso, Freire defende a importância de pensar a sociedade brasileira tal como estava na época de seu exílio, em 1965 (no período em que escreveu o livro “'Educação como Prática da Liberdade'”), como uma sociedade em transição. Freire acreditava que deveríamos passar de uma sociedade “fechada”, em que os humanos estavam dominados por uma elite que impõe limites à sua criticidade e responsabilidade social, para uma sociedade “aberta”, na qual os humanos participariam da construção da sociedade de forma ativa e crítica, integrando-se com seu meio e não apenas se acomodando com o que lhe foi imposto. Freire defende que a “sociedade em transição” é constituída por uma mudança das necessidades e tarefas de uma época, que pode ser reconhecida e pensada por todos os humanos para que alcancemos uma sociedade com participação popular e democrática na resolução de suas questões. Dessa forma, se o humano se reconhece enquanto um sujeito na sociedade, e não mais como objeto que obedece a classe dominante, ele pode se humanizar cada vez mais, exercitando sua liberdade e responsabilidade social.

## Os tipos de sociedade e suas características
- Sociedade fechada: Possui um governo autoritário, a educação caminha para a massificação, isto é, formar pessoas sem criticidade, sem entender o mundo a sua volta - seria um sujeito intransitivo.

- Sociedade em trânsito: Os aspecto econômico e urbano se desenvolvem, entretanto, a sociedade se mantem no estado de alienação, visto que a educação crítica não está integrada a sociedade brasileira.

- Sociedade aberta: Este é o cenário democrático, que a educação atinge seu patamar de tornar os cidadãos críticos e reflexivos, logo forma uma população consciente e engajada.

## Sociedade fechada e inexperiência democrática

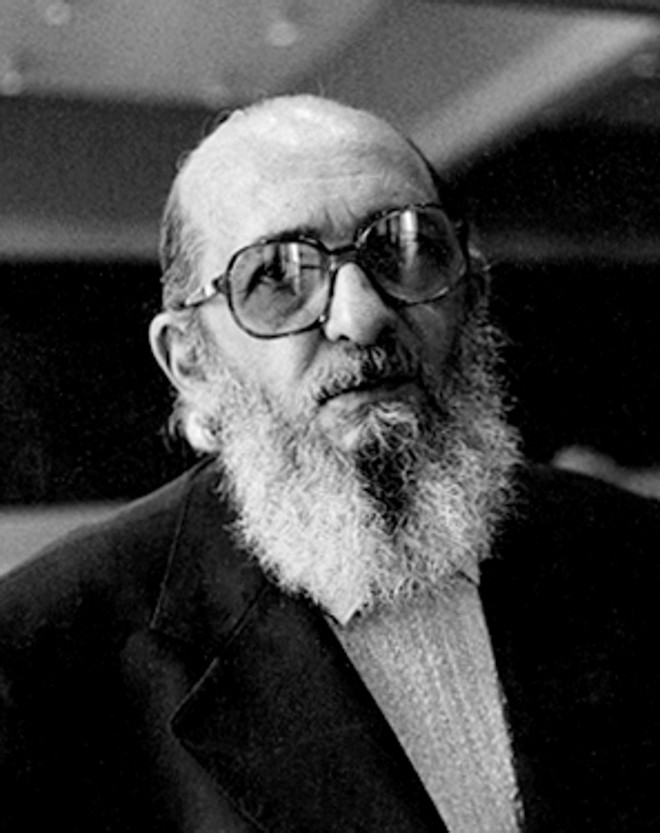
Paulo Freire (1977)

Conforme o segundo capítulo, o autor enfatiza a inexperiência democrática brasileira sinalizando todo o contexto social que o Brasil Colônia se encontrava. A partir disso, o autor expõe o panorama histórico fundamentando-se nos interesses dos portugueses, os quais constituíram a “terra nova” com base na exploração e não na formação social. Nesse cenário, os colonos possuíam o desejo de permanecer “sobre” a terra e não “nela e com ela”, o que os colocava em uma relação de dominância diante dos colonizados. Isto posto, a associação dominante-dominado existente neste período dialogava diretamente com a intencionalidade da colônia e, consequentemente, com o modelo organizacional das capitanias hereditárias.
Essa relação que se mantinha numa grande verticalidade corroborou para o surgimento de uma sociedade sem perspectiva de transição. Os centros urbanos eram extremamente controlados pela elite e isso acarretava em uma desconexão dos indivíduos com a realidade em que eles viviam. Dessa forma, o contexto social era incoerente - os colonos vindos da Europa traziam os estudos políticos e práticas sociais europeias, mas no Brasil já tinha se criado uma cultura de que as políticas públicas ficariam a mando da classe mais privilegiada.
Em decorrência ao contexto de submissão arraigada nas raízes da colonização do Brasil, gerou-se um isolamento por parte dos povos originários instigando um sentimento de exclusão diante da experiência antidemocrática instalada por seus colonizadores portugueses. Esses povos não dispunham a liberdade de expressão para desenvolver-se intelectualmente, visto que esse poder era destinado somente para as classes dominantes, enquanto, para os que foram colonizados, somente lhes era atribuído o trabalho braçal. A partir desse distanciamento social, desencadeou-se na sociedade brasileira uma ausência de diálogo e um conformismo da população menos abastada, onde as pessoas viviam passivamente diante da realidade opressora, o que pode ser definido como um estado de “mutismo”, assim identificado por Paulo Freire. Ele também observa o estado de “mutismo” como uma situação de injustiça social e, de certa maneira, se intriga ao compreender que as pessoas se conformam em viver dessa forma, caracterizado por ele de negação da liberdade.

## Educaçãoversusmassificação
Ao longo do terceiro capítulo, o autor, Paulo Freire, vai abordar questões que envolvem o país em um momento de transição, onde a educação tem o papel central no rumo para o qual a nossa sociedade deseja ir. Caso escolha a manutenção da educação vigente, voltará a um mundo fechado e caso almeje uma sociedade aberta, deve se centrar na educação como necessariamente prática da liberdade. A liberdade que se busca, nesse modelo de mundo aberto, será aquela que leva uma educação crítica ao educando. Portanto, através desse modelo, e do entendimento de que uma democracia é o momento propício a mudanças nas estruturas sociais, Freire defenderá uma educação que pensa o Brasil como um caso próprio e único, em comparação a outros países, para desenhar uma educação crítica ideal.
No primeiro momento, o leitor é convidado a refletir sobre a necessidade de uma transformação e alguns empecilhos existentes para tal. Freire inicia mostrando como enxergamos o papel dos educadores e da educação. O educador em questão, compreendia que seria necessário uma educação com caráter social e político. Um processo que desenvolve nos educandos a capacidade de “desenraizar” o senso comum, questionar aquilo que lhe é apresentado e até mesmo imposto, que seria, reproduzir o que é consumido através de publicidades e meios de veiculação de informação. Ou seja, concluir os seus próprios pensamentos e construções sociais, sem, meramente, seguir um modelo verbalista (que reproduz palavras que não conversam com a realidade de fato). Freire acredita que caso a educação não se elabore dessa maneira, e também, evite o tecnicismo e a memorização, não há espaço para reflexões nem para discussões, mas na verdade dá-se lugar à ingenuidade, logo, da ingenuidade não se pode promover criticidade nem acerca das próprias condições do humano, como da sociedade que o envolve.
É importante salientar também, o grande papel que a educação exerce na democracia. Ambas se fundam na crença no humano, na certeza de que ele deve discutir os seus impasses, os do seu país, os do mundo e os da própria democracia. Assim, o homem participa da construção crítica do país e da educação que se almeja, diferente do modelo de massificação anterior ao qual se vivia. Existia, portanto, uma elite social que desejava e deseja a manutenção dessa desigualdade social da sociedade, nesse caso, se valendo de paternalismo e chamando de absurda e imoral ideias que buscam diminuir a diferença entre as camadas econômicas e sociais da sociedade. Camadas que, para Freire, eram vistas como um triângulo, onde através da proposta dele, buscaria se tornar um losango, diminuindo os privilégios das classes mais altas e buscando direitos para as camadas mais baixas. Freire ao final do capítulo, atentou ao fato de como a educação precisa de mudanças em todos os níveis, seja no básico ou no superior. Tendo enfoque em construir ideias de pessoas que têm conhecimento que não serve apenas para teorias, mas sim, para práticas. Práticas que podem e devem mudar a sociedade, sendo esta, a sociedade, única e diferente das quais muitos estudiosos se dedicam, como as europeias e estadunidenses. Uma educação voltada, nítida e especificamente, para a situação brasileira. Com este objetivo, se faz valer ainda mais a crítica como um meio fundamental na construção de uma educação libertadora. Freire, também, chamará a atenção para o ISEB e a Universidade de Brasília, que apesar de suas frustrações devido a ditadura militar, construíram projetos que buscavam desalienar a sociedade, que era uma das características de um mundo em transição.

## As vias da democracia
Para Freire, o homem não está apenas no mundo, mas com ele. As condições naturais de interação requerem ao homem uma imersão criativa e recreativa com o mundo. Nesta dinâmica, o homem realiza uma relação específica de sujeito para objeto, e desta forma ele dispõe essa relação enquanto linguagem pautada no conhecimento de realidade. Por isso, numa sociedade em transição, com uma população emergente a aplicabilidade mais proveitosa para a efetivação de uma democracia fundamental é uma educação que colabore na organização reflexiva do pensamento. Seu objetivo é superar a captação ingênua e mágica da realidade por uma que fosse crítica, o principal meio é integrar o povo com as posições identificadas com a fase de transição e exercê-las como forma de experiência de ensaio para a democracia fundamental. 

## Teoria do método da educação como prática da liberdade

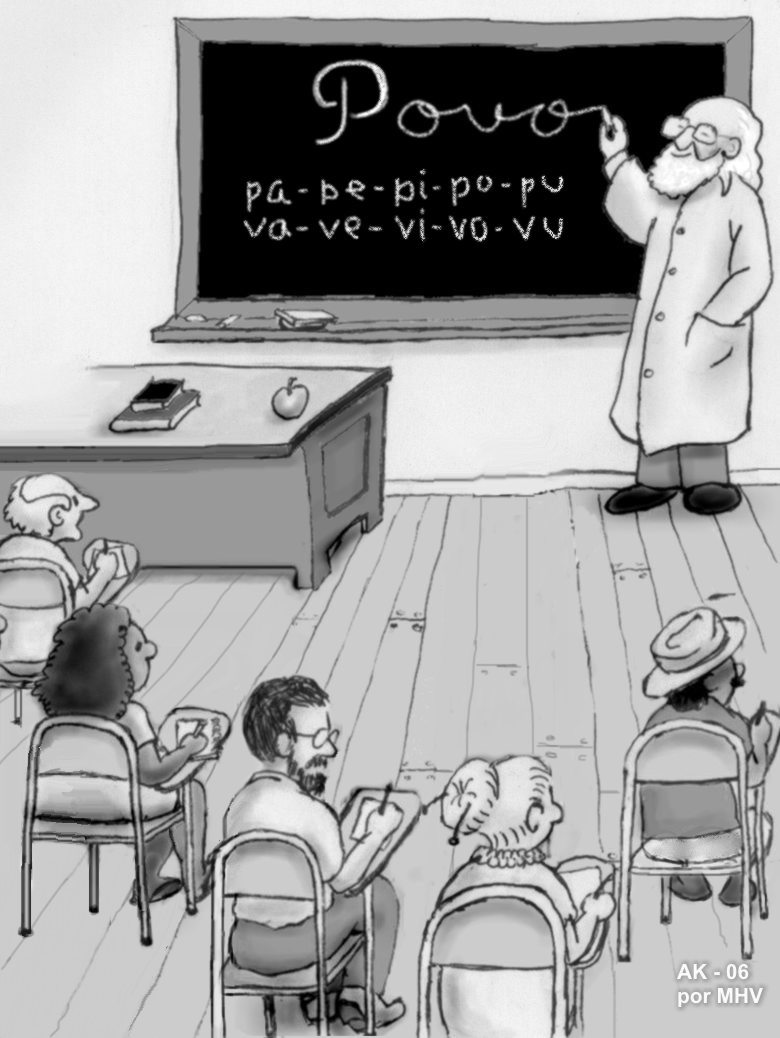
Alfabetização de jovens e adultos através do método de Paulo Freire.

A partir da inserção da democratização da cultura (que, em sentido mais específico, significa a democratização da educação) no contexto da democratização fundamental (entendida como a participação do povo na sua própria história), Paulo Freire elabora, no capítulo 4, um método educativo que se atenta aos déficits na qualidade e na abrangência da educação brasileira e que visa superá-los, uma vez que esses déficits obstam, segundo ele, o desenvolvimento do país e a geração de uma mentalidade democrática. Entre as deficiências existentes na época de Freire e apontadas por ele, estavam o alto número de crianças em idade escolar que não frequentavam a escola, o alto índice de analfabetismo entre pessoas de mais de 14 anos, e a inadequação da forma e dos métodos da educação para a correção de tais problemas.
Visando a superação de tais problemas, o educador propõe uma prática educativa que seja feita nas bases populares e com as bases populares, na forma de troca de conhecimento, uma troca que os faria sair do estado de ignorância – marcado pelo analfabetismo e pela incapacidade de gerir e determinar a si mesmo e de acordo com as próprias necessidades – e os levaria até a participação crítica – uma forma de sabedoria que transforma as massas, que são por essência alienadas de sua situação político-social, em povo, cuja essência é a capacidade de optar e decidir a respeito do que lhe convém.

## Objetivos da prática educativa
- Não mecânica, isto é, não deve reproduzir formas antigas e não-reflexivas de educação.
- Reveladora da condição do sujeito que participa da educação, que deve tomar consciência de si na situação material e histórica e de sua transitividade.[8]
- Transformadora da ingenuidade em criticidade.
- Democratizadora da cultura.
- Centrada no homem consciente de sua condição.
- Provocadora.

## Conceitos chave para o entendimento do Método Paulo Freire
Os conceitos abaixo são fundamentais para a compreensão geral do método Paulo Freire, como a passagem da categoria “massa” para a categoria “povo”.
Compreensão crítica: existe quando o homem lida com os dados da realidade que ele capta de maneira a apreender a sua causalidade autêntica, e está ligada ao conceito de “consciência crítica”.
- Consciência crítica: É a forma de manejar os dados da realidade de maneira sempre analítica e reflexiva, os reafirmando como fatos transitivos, isto é, relacionais, e portanto sujeitos a uma série de mudanças de acordo com a relação que venham a estabelecer com outros dados, com outros fenômenos. A consciência crítica aceita que os fatos são integrados aos homens, e portanto produtos direto do que os homens fazem.[9]
- Compreensão mágica: Ao contrário da compreensão crítica, a compreensão mágica se dá quando o homem lida com os dados da realidade de maneira a não apreender sua causalidade autêntica, os tomando como alheios a si e a tudo, soberanos em sua própria existência.
- Consciências mágica, ingênua e fanática: A consciência mágica tende a separar os homens dos dados e a tomar os dados como absolutos/soberanos cuja causa é sempre necessária e imutável, alheia e distante; a consciência ingênua, ao contrário da anterior, até supõe alguma causalidade autêntica, mas, em verdade, isto que é por ela entendido como causalidade autêntica não é autêntica, dado que é tomada de maneira dogmática e como estando submetida à epistemologia humana, ou seja, não é entendida como relacional; a consciência fanática, enfim, é um desenvolvimento patológico da anterior e é marcada pela irracionalidade, pela acomodação frente às contradições sociais e pelo ajustamento e adaptação a essas mesmas contradições.

## Ligações Externas
- «Biblioteca Digital Paulo Freire»
- «Centro Paulo Freire»
- «Instituto Paulo Freire»
- «Centro de Investigação em Educação Paulo Freire da Universidade de Évora»
- «Cátedra Paulo Freire»
- «Paulo Freire e a Emancipação Digital»